# 마리오 캔톤
마리오 캔톤(Mario Cantone, 1959년 12월 9일 ~ )은 미국의 배우이다.

## 출연 작품
- 인 스테레오 (2015)
- 피쉬와 칩스 극장판 (2013)
- 서커스 맥시머스 (2010)
- 섹스 앤 더 시티 2 (2010)
- 킬러 헤어 (2009)
- 호스틸 메이크오버 (2009)
- 더티 무비 (2009)
- 섹스 앤 더 시티 (2008)
- 미스터 웜스 - 돈 리클스 프로젝트 (2007)
- 펭귄들의 익살극 (2007)
- 베가스로 가는 3일 (2007)
- 서핑 업 (2007)
- 맨 인 트리 (2006)
- 아리스토크래츠 (2005)
- 해피 아워 (2003)
- 판도라 (2002)
- 섹스 앤 시티 (1998)
- 마우스 헌트 (1997)
- 퀴즈 쇼 (1994)